# Kormoran nielotny
Kormoran nielotny (Nannopterum harrisi) – gatunek dużego, nielotnego ptaka z rodziny kormoranów (Phalacrocoracidae). Występuje na obszarze wysp Galapagos; jest narażony na wyginięcie. Jest to gatunek monotypowy.

## Charakterystyka
Długość ciała 89–100 cm, długość skrzydła około 25 cm. Masa ciała około 2,5–4 kg; samce są cięższe od samic. Upierzenie brązowoczarne. Kormoran nielotny występuje tylko na dwóch wyspach archipelagu Galapagos – Fernandinie i Isabeli. Jest to wielki ptak, nieporadny na lądzie, ale sprawny w wodzie. Jak wiele gatunków zamieszkujących niewielkie wyspy nie potrafi latać – ma małe, uwstecznione skrzydła, na których pozostało jedynie kilka lotek. Kormorany nielotne gniazdują przez cały rok z nasileniem między marcem a wrześniem. Jaja wysiadują oboje rodzice, odprawiając charakterystyczne rytuały z kępką wodorostów w dziobie przy każdej zmianie. W ciągu jednego roku para może wyprowadzić kilka lęgów. Mimo to populacja kormorana nielotnego jest mała i zalicza się go do gatunku rzadkich.

## Status
Przez IUCN gatunek klasyfikowany jest jako narażony na wyginięcie (VU, Vulnerable). W 2013 roku liczebność populacji szacowano na 2080 osobników. Trend liczebności populacji jest obecnie (2018) uznawany za stabilny. Gatunek jest podatny na zjawisko El Niño, np. w 1983 roku, gdy miało ono wyjątkowo silny przebieg, populacja kormorana nielotnego spadła o połowę – do około 400 osobników, ale w ciągu jednego sezonu lęgowego się odbudowała. Do innych zagrożeń dla gatunku należą m.in. obecność introdukowanych ssaków, nielegalne rybołówstwo, obecność turystów czy wycieki ropy.